# True Original
«True Original» es un sencillo del artista inglés de música electrónica Andy Bell, el segundo en colaboración con el DJ y productor estadounidense Dave Audé, lanzado en enero de 2016. Lideró la lista del Billboard Dance Club Songs en marzo de 2016. El video musical está dirigido por Yvonne Hasler.

## Lista de temas
Descarga digital – sencillo
1. True Original (feat. Andy Bell) – 3:11
2. True Original (feat. Andy Bell) [Extended Mix] – 4:09
3. True Original (feat. Andy Bell) [Denzal Park Club] – 5:35
4. True Original (feat. Andy Bell) [Denzal Park Dub] – 4:39
5. True Original (feat. Andy Bell) [Stonebridge Mix] – 5:00
6. True Original (feat. Andy Bell) [Stonebridge Dub] – 4:15
7. True Original (feat. Andy Bell) [Nacho Chapado & Iván Gómez Club] – 6:35
8. True Original (feat. Andy Bell) [Nacho Chapado & Iván Gómez Dub] – 6:35

## Posicionamiento en listas
| País           | Lista (2016)                     | Mejor posición |
| -------------- | -------------------------------- | -------------- |
| Estados Unidos | Billboard Dance Club Songs       | 1              |
| Estados Unidos | Billboard Dance/Electronic Songs | 24             |

### Sucesión en listas
| Anterior: «The Girl Is Mine» de 99 Souls con Destiny's Child & Brandy | Billboard Dance Club Songs — Sencillo Nro 1 12 de marzo de 2016 | Siguiente: «Adventure of a Lifetime» de Coldplay |